# Coyuca de Catalán
Coyuca de Catalán és una ciutat cap del municipi del mateix nom a l'estat de Guerrero, al sud-oest de Mèxic.
Anteriorment anomenada Coyuca, la ciutat fou batejada com a Coyuca de Catalán en honor de l'heroïna de la independència mexicana Antonia Nava de Catalán, el fill de la qual va perdre la vida allà durant una acció de la Guerra d'Independència de Mèxic.
La ciutat s'aixeca en el desaigüe del riu Cuírio al riu Balsas, del qual és tributari. A dos quilòmetres al nord-est de Coyuca de Catalán hi ha la ciutat de Ciudad Altamirano, per la qual passa el riu Cutzamala, frontera entre els estats de Guerrero i Michoacán.